# Vildhjarta
Vildhjarta es una banda Sueca de metal progresivo. El sonido característico de la banda se enfoca en temas disonantes con diferentes tipos de arreglos característicos del subgénero Djent, con afinaciones graves y ritmos semilentos. Las composiciones presentan distintas armonías relacionadas con bandas como Meshuggah, por la propuesta musical que se ha posicionado como referente dentro del género, con Palm Mutes muy marcados ocasionalmente sobre tiempos arrítmicos, y composiciones musicales disonantes.

## Historia

### Principios
La banda surge en 2005 formada inicialmente por Daniel Bergström, compositor principal de la banda, Jimmie Åkerström y Johan Nyberg en su ciudad natal, Hudiksvall, Suecia. El estilo musical proyectado por la banda es Djent, Math Metal o Metal progresivo, que ha tardado un tiempo en consolidarse independientemente de Meshuggah, también provenientes de Suecia, quien sirve como influencia directa en la propuesta del subgénero de Djent. El nombre fue propuesto por sus fundadores, que se traduce literalmente Corazón salvaje del Sueco. Posee influencias directamente trazables del Metal progresivo, en cuanto a la complejidad armónica y rítmica. La banda fue formada inicialmente con tres integrantes, aunque eventualmente se fueron integrando Daniel Ädel, Robert Luciani, David Lindkvist y Calle Thomér, los integrantes del primer EP en 2009.

### Actualidad
Al presentar su primer EP titulado Omnislash en 2009, la audiencia calificó positivamente el trabajo, siendo un proyecto que posteriormente consolidó el estilo musical que Bergström pretendió imprimir. Un año después, Vildhjarta se presentó en la edición del 2010 de Euroblast. En 2011 el vocalista Robert Luciani decide abandonar la banda por lo que es sustituido por Vilhelm Bladin. Meses posteriores firmaron con Century Media Records y el 28 de noviembre de 2011 publicaron su primer álbum de estudio, titulado Måsstaden. El nombre se traduce como "Pueblo de Gaviotas", haciendo alusión a una fábula de un lugar donde nadie puede confiar de las intenciones y actos de los demás, y que está pensado como un álbum conceptual.
En 2012 el guitarrista y miembro fundador Jimmie Åkerström abandona la banda, sin embargo, no fue sustituido, dejando así a la banda sin un tercer guitarrista. 
En 2013 publicaron un segundo EP, nombrado Thousands of Evils, en el cual hay 8 canciones y se extiende aproximadamente 24 minutos de duración. 
En 2014 el baterista  David Lindkvist abandona la banda por lo que es sustituido por Buster Odeholm quien es el líder y miembro fundador de la banda de deathcore Humanity's Last Breath. 
A inicios de 2015, Bergström anunció que la banda trabaja en nuevo material para el próximo álbum de estudio y en ese mismo año el bajista y miembro fundador Johan Nyberg abandona la banda.
En 2016 el vocalista Daniel Ädel deja la banda. 
El 15 de noviembre de 2019, la banda publica un nuevo single llamado "Den Helige Anden" perteneciente a su próximo álbum de estudio.

El 29 de abril de 2021, la banda lanza otro nuevo single llamado "När de du älskar kommer tillbaka från de döda" el cual también pertenece al próximo álbum titulado "måsstaden under vatten" el cual finalmente fue lanzado el 15 de octubre de 2021.

### Alusión al términoThall
Vildhjarta recurrentemente es asociado al término Thall, mofa hacia el personaje de Thrall, del universo de World of Warcraft, videojuego del que los fundadores son aficionados, aunque también puede ser interpretado como una onomatopeya, análoga al término Djent, del sonido al aire de la cuerda más grave de una guitarra. Este término puede encontrarse en una calcomanía estampada sobre la guitarra de Bergström, en el arte conceptual del álbum Masstaden, así como en la mayoría de las comunicaciones en línea con los admiradores.

## Integrantes

### Miembros Actuales[6]
- Daniel Bergström – Guitarra (2005–presente)
- Calle Thomér – Guitarra (2009–presente)
- Vilhelm Bladin – Vocales (2011–presente)

### Miembros Pasados
- Johan Nyberg – Bajo (2005–2015)
- Daniel Ädel – Vocales (2008–2016)[7]
- David Lindkvist - Batería (2008–2014)
- Jimmie Åkerström - Guitarra (2005–2012)
- Robert Luciani - Vocales (2008–2011)

## Discografía

### Álbumes de estudio
- Måsstaden (2011)
- Måsstaden under vatten (2021)[8]

### EP
- Omnislash (2009)
- Thousands of Evils (2013)

### Singles
- + den spanska känslan + (2023)[9]

- + ylva + (2023)[10]

- + kristallfågel + (2023)[11]